# اورتنسيا ساغا
ملحمة أورتنسيا: فرسان الأزرق (باليابانية: -オルタンシア・サーガ -蒼の騎士団، بالروماجي: Orutanshia Sāga: Ao no Kishidan)، لعبة تقمص أدوار يابانية مجانية من تطوير وتوزيع شركتي «إف4ساموراي» و«سيغا»، صدرت في اليابان في أبريل 2015 على منصتي أندرويد وآي أو اس، أنتج لها أنمي تلفزيوني من قبل ستوديو ليدن فيلمز بدأ عرض بين يناير ومارس عام 2021.

## القصة
تدور أحداث القصة في مملكة تدعى «أورتنسيا» عرفت السلام لأكثر من 700 عام بفضل موقعها المحروس من قبل دويلتي «أوليفير» و«كاميليا» المواليتين لها، لكن في اليوم 5 من شهر 12 عام 767 من تقويم المملكة، دويلة «كاميليا» بقيادة الدوق «روغيس» تشعل تمرداً كبيراً استعملت فيه وحوش أسطورية، يُقتل خلاله الملك وتنجح إبنته الصغيرة الأميرة «مارييل» في الهرب من الفوضى ثم تتنكر على هيئة شاب يدعى «ماريوس» لتخفي هويتها وتعمل مع «ألفريد» سيد مقاطعة «آلبيرت» على استعادة المملكة من سطوة كهنة الكنيسة.

## الشخصيات
ألفريد آلبيرت (アルフレッド・オーベル، Arufureddo Ōberu)
أداء صوتي: يوشيماسا هوسويا
بطل القصة واللاعب الأساسي في اللعبة، ابن الفارس «فيرناندو» أحد نبلاء البلاط الملكي ومالك مقاطعة، يتولى زمام الأمور بعد موت والده، في تمرد على السلطة.
ماريوس كاستيليدو (マリユス・カステレード، Mariyusu Kasuterēdo)/ مارييل دي أورتنسيا (マリエル・ド・オルタンシア، Marieru do Orutanshia)
أداء صوتي: يوي هوريه
«ماريوس» فتى شاب وصل إلى عهدة «ألفريد» مع «موريس» هرباً من التمرد في العاصمة، يتدرب ليعمل كأحد فرسان ألفريد.
في السر ماريوس هي الأميرة الهاربة «مارييل دي أورتنسيا» ابنة الملك حاكم البلاد الذي قتل في التمرد، تنكرت على هيئة «ماريوس» لتبعد عنها أنظار قوات كاميليا.
موريس باوديلير (モーリス・ボードレール، Mōrisu Bōdorēru)
أداء صوتي: كينجيرو تسودا
فارس في البلاط الملكي فقد عينه اليمنى خلال التمرد، لكنه ينجح بالهروب مع الأميرة حاملاً سيف «فيرناندو»، ويلجأ إلى «ألفريد» ليدربه مع الأميرة المتخفية «ماريوس» على القتال والمبارزة.
نونوريا فولي (ノンノリア・フォリー، Nonnoria Forī)
أداء صوتي: رينا أويدا
خادمة تعمل في قصر عائلة آلبيرت.
كو موريمورو (クー・モリモル، Kū Morimoru)
أداء صوتي: أيا أوتشيدا
كائن مجنح صغير مرافق للأميرة، ينهي كل جملة يقولها بمقطع «مورو».
ديفلوت دانُوا (デフロット・ダノワ، Defurotto Danowa)
أداء صوتي: يويتشيرو أوميهارا
محارب هارب من قريته يستعمل الرمح وزير نساء مطلوب توجد مكافئة بسيطة على رأسه، بعد سنوات يعود ليجد أن نوع من الطاعون القاتل إنتشر في قريته كما غزاها الزومبي، ينضم إلى طاقم ألفريد كأحد فرسانه ليحاول إنقاذ قريته من سطوة الكنيسة.
آديلهايد أوليفير (アーデルハイド・オリヴィエ، Āderuhaido Orivie)
أداء صوتي: يو كوباياشي
كانت فارسة في البلاط الملكي لمملكة أورتنسيا تستعمل رمح في القتال، بعد مقتل والدها بالتبني وملك دويلة «أوليفير» الموالية للمملكة، أجبرت على وراثة الحكم تحت أنظار الكنيسة، لكن في السر هي تبحث عن الأميرة المفقودة «ماريل».
ليون دي. أوليفير (レオン・D・オリヴィエ، Reon D Orivie)
أداء صوتي: تيتسويا كاكيهارا
زعيم دويلة «أوليفير» الموالية لمملكة أورتنسيا، ووالد آديلهايد، قتل دفاعاً عن ملك أورتنسيا خلال تمرد دولة كاميليا.
فيرناندو آلبيرت (フェルナンド・オーベル، Ferunando Ōberu)
أداء صوتي: تاكيهيتو كوياسو
فارس في بلاط مملكة أورتنسيا فقد حياته أثناء الدفاع عن الملك بعد أن تمرد «روغيس» دوق كاميليا، سيفه وصل إلى إبنه «ألفريد» بعدما أخذه «موريس».
روغيس إف. كاميليا (ルギス・F・カメリア، Rugisu F Kameria)
أداء صوتي: كينجي نومورا
حاكم مملكة «كاميليا» والتي كانت موالية لمملكة أورتنسيا، إلا أنه قاد تمرد كبير على المملكة وقتل ملكها لأجل السلطة، يمكنه أن يتحول إلى مستذئب عملاق.
روي باشيلوت (ロイ・バッシュロ، Roi Basshuro)
أداء صوتي: تاكويا إغوتشي
فارس في مملكة كاميليا والذراع الأيمن للدوق «روغيس»، خبير برماية السهم ويستعمل قوس مصمم خصيصاً يسمح له بصد ضربات السيف.
بيرنادتي آلبيرت (ベルナデッタ・オーベル، Berunadetta Ōberu)
أداء صوتي: يوكا أوتسوبو
أليكسي بالديبرون (アレクシ・バルデブロン، Arekushi Barudeburon)
أداء صوتي: كازوما هوريه
ديدير فيالدو (ディディエ・ヴィアルドー، Didie Viarudō)
أداء صوتي: شويتشي إكيدا
بالتهاوزر دريدنوت (バルトハウザー・ドレッドノート، Barutohauzā Doreddonōto)
أداء صوتي: تاكايا هاشي
غيورغ دالماس (ゲオルグ・ダルマス، Georugu Darumasu)
أداء صوتي: أونشو إشيزوكا (في اللعبة)، أتسوكي تاني (في الأنمي)
من فرسان أورتنسيا الكبار، لكنه أجبر على العمل مع الكنيسة بعد أن استخدم القس الأكبر «الطفل شارلوت» لإعطاء الكنيسة سلطة التحكم في الفرسان.
بيلتران دي بوسكي (ベルトラン・デ・ボスケ، Berutoran de Bosuke)
أداء صوتي: تاكيهيتو كوياسو
ساريا/إليفا (サリア/エルヴァ، Saria/Eruvua)
أداء صوتي: ريه كوغيميا
توأمان يافعان من «دايريهان» يستخدمان السحر الأسود وإستدعاء الأرواح لتنفيذ عمليات إغتيال.
شارلوت دي أورتنسيا (シャルロ・ド・オルタンシア، Sharuro do Orutanshia)
أداء صوتي: ميوكي ساواشيرو
ابن ملك «أورتنسيا»، طفل صغير تم تتويجه كملك بعد موت والده وإختفاء شقيقته الأميرة في التمرد، مجرد واجهة يتحكم من خلالها القس الأكبر بالمملكة.
ماري (マリー، Marī)
أداء صوتي: شيزوكا إيتو
جيم ماكنيل (ジム・マクニール، Jimu Makunīru)
أداء صوتي: توشيوكي موريكاوا
آديل (アデル، Aderu)
أداء صوتي: توشيوكي موريكاوا
غاستون (ガストン، Gasuton)
أداء صوتي: كوجي إيشي
لوكان (ルーカン، Rūkan)
أداء صوتي: تاكاهيرو ساكوراي
دكتور غريف (ドクトル・グレフ، Dokutoru Gurefu)
أداء صوتي: شيغيرو تشيبا
لاكرويكس (ラクロワ، Rakurowa)
أداء صوتي: كانا اسومي

## إعلام

### مانغا
تم إصدار مانغا للعبة من رسوم «بون جيا» و«سيجي» بدأت بالصدور في مارس 2020 في مجلة مانغا السينين الشهرية «كوميك ألايف» المملوكة لدار نشر ميديا فاكتوري.

#### قائمة المجلدات
| م. | تاريخ الإصدار | ردمك                   |
| -- | ------------- | ---------------------- |
| 1  | 3 ديسمبر 2020 | ISBN 978-4-04-064706-7 |
| 2  | 21 يناير 2021 | ISBN 978-4-04-680140-1 |

### أنمي
أعلن يوم 28 ديسمبر 2019، عن إنتاج أنمي تلفزيوني مبني على قصة اللعبة من قبل إستوديو «ليدين فيلمز»، المسلسل من إخراج «ياسوتو نيشيكاتا»، وكتابة «رينتارو إكيدا»، تصميم الشخصيات من قبل «تاكايوكي أونودا» والموسيقى من ألحان «زينتا»، أغنية المقدمة بعنوان «قائد؛ LEADER» من أداء ماي فيرست ستوري [الإنجليزية]، بينما أغنية النهاية «حلم ليل وحلم يقظة؛ 夜想と白昼夢» من أداء مافو مافو [الإنجليزية]، بدأ العرض الأول للانمي في 7 يناير 2021 وإنتهى مع الحلقة 12 يوم 25 مارس من نفس العام.
حصلت فنيميشن على رخصة عرض المسلسل على الإنترنت في أمريكا الشمالية والجزر البريطانية، وواكانيم [الإنجليزية] في أوروبا، وأنمي لاب في أستراليا ونيوزلندا، في شرق وجنوب شرق آسيا موس للإتصالات [الإنجليزية] وبيلي بيلي.

#### قائمة الحلقات
| ر. الإجمالي  | العنوان                                | العنوان الياباني              | روماجي                                 | تاريخ العرض الأصلي |
| ------------ | -------------------------------------- | ----------------------------- | -------------------------------------- | ------------------ |
| 1            | «تأهب ～الصراع مع كاميليا～»           | ～覚悟 ～カメリアとの戦い     | ～Kakugo ～Kameria to no Tatakai       | 7 يناير 2021       |
| 2            | «ذكريات～أساطير ماغونيا～»             | ～記憶 ～マゴニアの伝承       | ～Kioku ～Magonia no Denshō            | 14 يناير 2021      |
| 3            | «قداس للأرواح～إلى القرية المحجورة～»  | ～鎮魂 ～隔離された村へ       | ～Chinkon ～Kakurisareta Mura e        | 21 يناير 2021      |
| 4            | «تحول مفاجئ～مقدمة الفوضى～»           | ～急転 ～混迷への序曲         | ～Kyūten ～Konmei e no Jokyoku         | 28 يناير 2021      |
| 5            | «صِدام～الشخص المحمي～»                 | ～衝突 ～守られるもの         | ～Shōtotsu ～Mamorareru Mono           | 4 فبراير 2021      |
| 6            | «صحيح أم خاطئ～أعباء أميرة～»          | ～真偽 ～王女の重み           | ～Shingi ～Ōjo no Omomi                | 11 فبراير 2021     |
| 7            | «مأزق～كشفت الحقيقة～»                 | ～窮地 ～暴かれた真実         | ～Kyūchi ～Abakareta Shinjitsu         | 18 فبراير 2021     |
| 8            | «شعلة نور～عودة الأميرة～»             | ～ 灯火 ～王女の帰還          | ～Tomoshibi ～Ōjo no Kikan             | 25 فبراير 2021     |
| 9            | «ساحرة ～محنة نحو الماضي～»            | ～魔女 ～過去への試練         | ～Majo ～Kako e no Shiren              | 4 مارس 2021        |
| 10           | «معركة حاسمة ～زحف نحو التحرير～»      | ～決戦 ～解放への行軍         | ～Kessen ～Kaihō e no Kōgun            | 11 مارس 2021       |
| 11           | «شد وجذب ～عند نهاية الإيمان～»        | ～攻防 ～信念の果てに         | ～Kōbō ～Shinnen no Hate ni            | 18 مارس 2021       |
| 12 (الأخيرة) | «وعد ～مرة أخرى على التل عند الغروب～» | ～約束 ～もう一度、夕日の丘で | ～Yakusoku ～Mō Ichido, Yūhi no Oka de | 25 مارس 2021       |